# パース・アリーナ
パース・アリーナ（Perth Arena）はオーストラリア西オーストラリア州パースにある多目的アリーナ。別名RACアリーナ。所有するVenuesWestはほかにチャレンジ・スタジアムやWAバスケットボール・センターを運営管理している。また指定管理者をAEGが委託している。

## 概要
こけら落としは2012年11月10日、エルトン・ジョンのライブであった。当初はジョージ・マイケルのライブが予定していたが急病で中止となり、代わりにエルトン・ジョンが務めたという。2013年から2019年まで毎年ホップマンカップ、2019年のフェド杯決勝の会場として使用されていたほか、コンサートやネットボール、バスケットボールの試合にも使われている。